# 5th Bomb Wing

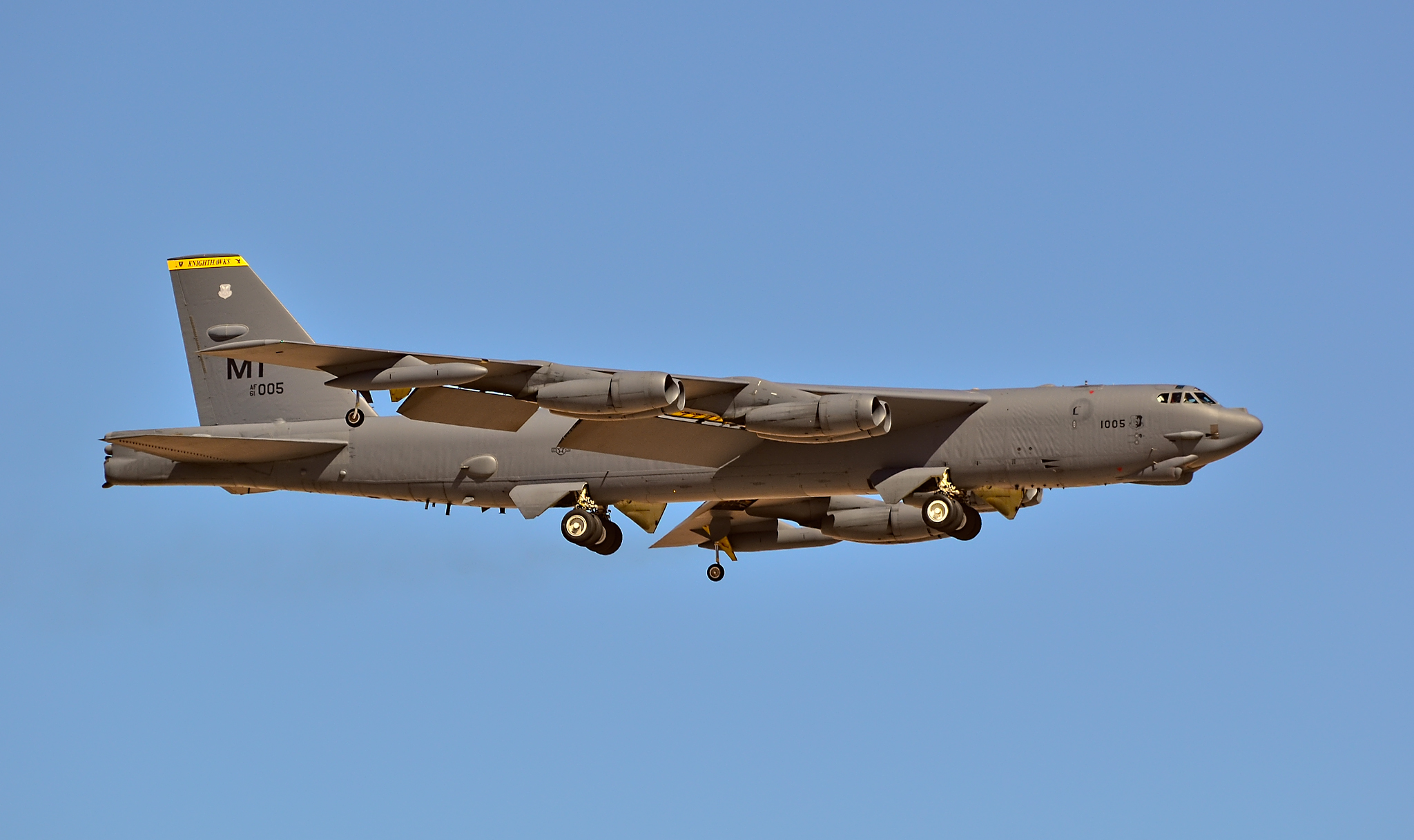
B-52H del 69th BS

Il 5th Bomb Wing è uno stormo da bombardamento dell'Air Force Global Strike Command, inquadrato nella Eighth Air Force. Il suo quartier generale è situato presso la Minot Air Force Base, nel Dakota del Nord.

## Organizzazione
Attualmente, a settembre 2020, esso controlla
- 5th Operations  Group
  - 5th Operations Support Squadron
  -  23rd Bomb Squadron, striscia di coda rossa con scritta BARONS gialla - Equipaggiato con B-52H
  -  69th Bomb Squadron, striscia di coda gialla con scritta KNIGHTHAWKS nera - Equipaggiato con B-52H
- 5th Maintenance Group
  - 5th Aircraft Maintenance Squadron
  - 5th Maintenance  Squadron
  - 5th Munitions Squadron
- 5th Mission Support Group
  - 5th Civil Engineer Squadron
  - 5th Communications Squadron
  - 5th Contracting Squadron
  - 5th Force Support Squadron
  - 5th Logistics Readiness Squadron
  - 5th Security Forces Squadron
- 5th Medical Group
  - 5th Medical Operations Squadron
  - 5th Medical Support Squadron
- 5th Comptroller Squadron

## Storia
La storia dello stormo risale agli albori dell'aviazione militare americana. Originariamente attivato come 2nd Group (Observation) il 15 agosto 1919 a Luke Field, nelle Hawaii, nel 1921, il gruppo fu rinominato 5th Group (Obervation) e un anno più tardi divenne 5th Group (Pursuit and Bombardment) impiegando Airco DH.4. Nel 1935 il gruppo sostenne la città di Hilo durante l'eruzione del Mauna Loa. 10 Keystone B-3 e B-4 sganciarono circa 10 tonnellate di bombe intorno al vulcano per deviarne le colate di lava diretti verso la città. Durante l'attacco di Pearl Harbor, il Gruppo perse molti uomini e gran parte dei suoi aerei fu danneggiato. Nonostante la confusione seguita all'attacco a sorpresa, l'unità fu in grado di far decollare i suoi aerei immediatamente dopo, primo tra tutti i reparti delle forze armate americane. Durante i primi quattro anni della guerra, il 5th Bombardment Group partecipò a 10 campagne principali, volando da campi d'aviazione nel Pacifico meridionale, come Guadalcanal, Munda e Samar. In totale furono effettuate più di 1000 missioni da combattimento, guadagnandosi tre citazioni e più di 13.300 tra medaglie e decorazioni.
Tra il 1947 e il 1959 il gruppo cambiò nome e ruolo diverse volte, mentre aggiornava continuamente la sua flotta. Durante lo stazionamente presso la base di Travis in California, nel 1959, il 5th Bombarment Wing (Heavy) ricevette i suoi primi aerei a reazione. Lo Strategic Air Command assegnò allo stormo i suoi primi B-52G per sostituire i B-36. Nel contempo, all'unità fu assegnato anche il 916th Air Refueling Squadron equipaggiato con i KC-135A.
Il 25 luglio 1968 lo stormo fu definitivamente trasferito presso la base di Minot, contestualmente alla transizione verso i B-52H. Con il cambiamento di base fu sostituito anche lo stormo da rifornimento in volo con il 906th AREFS. Immediatamente dopo lo spostamento, il reparto venne impiegato nuovamente in azioni di guerra, nel Sud-est asiatico durante la Guerra del Vietnam. I suoi equipaggi attaccarono bersagli e sostenevano rifornimento in volo durante le operazioni Arc Light, Linebacker II e Young Tiger.
Durante il periodo della Guerra fredda, lo stormo mantenne come gran parte degli altri reparti da bombardamento strategico, uno stato di allerta continuo, che terminò soltanto nel settembre del 1991. Sette anni dopo l'unità entrò nuovamente in azione durante l'operazione Desert Fox e in supporto alle operazioni delle forze alleate nella ex-Jugoslavia.
Nei giorni successivi all'attacco dell'11 settembre, il 5th Bomb wing fu schierato in supporto all'operazione Enduring Freedom. Decollando da basi avanzate, gli equipaggi  attaccarono bersagli strategici in Afghanistan.
Nel 2003 lo stormo schierò circa 550 militari e 14 B-52 in supporto dell'operazione Iraqi Freedom. Durante il conflitto, i suoi bombardieri hanno eseguito più di 120 missioni di combattimento per un totale di più di 1.600 ore di volo. Sganciarono più di 1,5 milioni di tonnellate di armi, compresi missili da crociera, bombe convenzionali e a guida laser. I membri dello stormo sono continuamente dispiegati in tutto il mondo per prendere parte alla Guerra globale al Terrorismo. I suoi B-52 sono schierati anche sulla base di Andersen, sull'isola di Guam, come forze di stabilizzazione nell'estremo oriente.